# Histoire de l'Ontario
Cet article présente un résumé de l’histoire du Ontario. Il contient aussi des liens vers d’autres articles qui fournissent des détails supplémentaires sur des personnages et des événements importants de l’histoire de l'Ontario.

## Amérindiens
Avant l'arrivée des Européens, la région était habitée par les peuples algonquiens : les Saulteux, les Cris, les Algonquins et les iroquoïens (Iroquois et Hurons).

## Français et Anglais
L'explorateur français Étienne Brûlé explora une partie de la région de 1610 à 1612. L'explorateur anglais Henry Hudson navigua sur la baie d'Hudson en 1611 et revendiqua les alentours pour l'Angleterre, mais Samuel de Champlain atteignit le lac Huron en 1615 et les missionnaires français commencèrent à établir des missions aux abords des Grands Lacs. La colonisation française fut entravée par les hostilités avec les Iroquois, qui s'allièrent plus tard aux Anglais.

## Compagnie de la Baie d'Hudson
La Grande-Bretagne établit des comptoirs à la baie d'Hudson vers la fin du XVIIe siècle, commençant une lutte pour la domination de l'Ontario. 

## Cession, annexion, scission
Le traité de Paris en 1763 mit fin à la guerre de Sept Ans en cédant presque tout l'empire français en Amérique (la Nouvelle-France) aux Britanniques. La région aujourd'hui appelée Ontario fut annexée au Québec en 1774. La loi constitutionnelle de 1791 scinda le Québec en deux parties, les Canadas : 
- Haut-Canada à l'ouest de la rivière des Outaouais et
- Bas-Canada à l'est.

## Rébellions
Les troupes américaines de la guerre de 1812 incendièrent Toronto en 1813. Après la guerre, beaucoup d'immigrants britanniques vinrent s'installer en Haut-Canada, et commencèrent à s'irriter contre l'aristocratique Family Compact qui gouvernait la région, de même que la Clique du Château gouvernait au Bas-Canada. Alors, la rébellion en faveur du gouvernement responsable se leva aux deux régions, sous Louis-Joseph Papineau par les Patriotes canadiens-français au Bas-Canada, et sous William Lyon Mackenzie au Haut-Canada par les "Patriots" écossais. 

## Province du Canada
Bien que les deux rébellions fussent écrasées, le gouvernement britannique envoya lord Durham pour enquêter sur les causes des émeutes. Il recommanda l'octroi d'autonomie politique et la refusion des colonies afin d'assimiler les Québécois - les Britanniques du Haut-Canada étaient maintenant majoritaires aux Canadas. Les deux colonies furent alors fusionnées dans la Province du Canada en 1841, avec l'Ontario sous le nom de Canada-Ouest. Le gouvernement parlementaire autonome fut octroyé en 1849.

## Confédération
Craignant une possible agression américaine causée par la guerre de Sécession, le Canada, le Nouveau-Brunswick et la Nouvelle-Écosse décidèrent de fusionner dans la fédération (nommée à tort confédération) en 1867. Le conflit soutenu entre les deux parties de la Province du Canada causa leur séparation : elles entrèrent elles aussi dans la fédération comme deux provinces distinctes, l'Ontario et le Québec.

## Nord-ouest
À la fin du XIXe siècle la partie du nord-ouest fut attribuée à l'Ontario, mais il y reste un fort courant séparatiste qui voudrait qu'elle soit rattachée au Manitoba.

## Essor
Commençant avec la construction du chemin de fer transcontinental à travers les Grandes plaines jusqu'à la Colombie-Britannique, l'industrie ontarienne connut un grand essor. L'exploitation minière commença au début du XXe siècle. 

## Arrivée de sièges sociaux
Le mouvement nationaliste au Québec poussa plusieurs sociétés commerciales à migrer vers l'Ontario. Toronto remplaça alors Montréal comme Métropole et Centre économique du Canada.

## Partis politiques
Les partis politiques provinciaux principaux sont les progressistes-conservateurs, les libéraux, et les néo-démocrates. Les droitistes progressistes-conservateurs de Mike Harris détrônèrent les gauchistes néo-démocrates en 1995 ; le gouvernement Harris mit en œuvre un programme libertarien de coupures dans les dépenses sociales et d'abaissement des taxes (la « Révolution du bon sens »). Cette politique équilibra le budget mais fut dénoncée pour avoir entraîné une hausse de la souffrance et de la pauvreté, surtout à Toronto. En particulier, les critiques de ce gouvernement blâment les coupures au ministère de l'Environnement pour son manque de surveillance, responsable de la « tragédie de Walkerton », une épidémie d'E. coli causée par l'eau contaminée à Walkerton, qui causa plusieurs morts et maladies en mai 2000. Harris quitta son poste en 2002 et fut remplacé par Ernie Eves. Les Conservateurs furent défaits l'année suivante par le Parti libéral aux élections de 2003. Le chef de ce parti, le premier ministre actuel, est Dalton McGuinty. Il fut réélu en 2006.